# مانتیورا (فلوریدا)
مانتیورا (به انگلیسی: Montura) یک منطقهٔ مسکونی در ایالات متحده آمریکا است که در فلوریدا واقع شده‌است. مانتیورا ۳٬۲۸۳ نفر جمعیت دارد و ۷٫۹۲ متر بالاتر از سطح دریا واقع شده‌است.